# Companhia de Cacheu e Cabo Verde
A Companhia de Cabe Verde e Cacheu foi uma empresa monopolista, fundada em Portugal no contexto das reformas económicas de D. Luís de Meneses, 3.º Conde da Ericeira, sob o reinado de D. Pedro II de Portugal.
Sucedeu à Companhia de Cacheu, Rios e Comércio da Guiné, cujas atividades haviam cessado em 1682, com os mesmos objetivos: promover o comércio de tecidos manufaturados, marfim e escravos, entre a costa da Guiné e o arquipélago de Cabo Verde, e a do Brasil.
Foi criada por Alvará Régio a 3 de Janeiro de 1690. O curto período de sucesso que conheceu prendeu-se ao fato de ter conseguido o monopólio do comércio de escravos para a América espanhola no período de 1696 a 1703. Nesse ano, tendo a Coroa deixado de lhe renovar o contrato de exploração, os prejuízoa acumularam-se, o que conduziu ao abandono da Capitania de Bissau em 1707, sendo o Forte de Bissau arrasado na ocasião.
O declínio e extinção das atividades da Companhia provocou uma estagnação económica nos dois territórios africanos que só voltariam a conhecer alguma recuperação décadas mais tarde com transferência de seus direitos para a Companhia Geral de Comércio do Grão-Pará e Maranhão de 1757 a 1777, que, com o fim do Período Pombalino, foi depois transformada na Companhia para o Monopólio do Comércio nas ilhas de Cabo Verde, Bissau e Cacheu ou, simplesmente, Sociedade do Comércio das Ilhas de Cabo Verde  até 1786. Esta, por sua vez, foi sucedida pela Companhia de Comércio da Costa D'África, que atuou até 1886.